# Kasane (film)
Pour les articles homonymes, voir Kasane (homonymie).
Pour plus de détails, voir Fiche technique et Distribution.
Kasane (累) est un film japonais réalisé par Yūichi Satō, sorti en 2018.

## Synopsis
Une actrice de théâtre sans beauté particulière acquiert le pouvoir de prendre l'apparence d'autres actrices.

## Fiche technique
- Titre : Kasane
- Titre original : 累
- Réalisation : Yūichi Satō
- Scénario : Tsutomu Kuroiwa d'après le manga Kasane - La Voleuse de visage de Daruma Matsuura
- Musique : Yūgo Kanno
- Photographie : Sōhei Tanikawa
- Montage : Takuya Taguchi
- Production : Fumi Hashimoto et Toshikazu Uehara
- Société de production : Fuji Television Network, Kyodo Television, Kōdansha et Tōhō
- Pays :  Japon
- Genre : Action, drame, fantastique, horreur et thriller
- Durée : 112 minutes
- Dates de sortie : 
  -  Japon : 7 septembre 2018

## Distribution
- Tao Tsuchiya : Nina Tanzawa / Kasane
- Kyōko Yoshine : Kasane / Nina Tanzawa
- Tadanobu Asano : Kingo Habuta
- Rei Dan : Sukeyo Fuchi / la mère de Kasane
- Tomoko Ikuta : la mère Nina
- Macaulay Lee : Roia
- Kunio Murai
- Mariko Tsutsui
- Yū Yokoyama : Reita Ugo

## Distinctions
Le film a reçu le prix du public au Festival international du film fantastique de Neuchâtel 2018.